# Nachtschiene
Die Nachtschiene ist eine Orthese bestehend aus einer  Beinschiene mit Fixiereinrichtungen und einem Fußteil. Es gibt sie mit und ohne Gelenk bzw. Gelenkhebel. An diesem Gelenkhebel befindet sich ein Lederriemen. Letztere kommt bereits bei schwereren Fehlstellungen des Kniegelenkes zum Einsatz. Nach dem Dreikräfteprinzip sollen so bei Kleinkindern Fehlstellungen der Kniegelenke korrigiert werden. In diesem Alter besteht die größte Erfolgsaussicht auf die Korrektur solcher Fehlstellungen, weil die Gelenke noch nicht völlig gefestigt sind. Im späteren Kinder- und Jugendalter kommen sie in der Regel nicht mehr zum Einsatz, weil die Gelenke in dem Maße gefestigt sind, womit ihr Einsatz kaum noch Erfolgsaussichten hat. Neben dem Dreikräfteprinzip nutzt man hier das Wachstum selbst zur Korrektur der Fehlstellungen. Meistens werden so O-Bein oder X-Bein behandelt. Auch abnormale Drehungen des Beines lassen sich so behandeln. Manche Nachtschienen sind schalenförmig und erfassen das gesamte Bein. Hierbei verwendet man Kunststoffe. Für diese Orthese müssen zuvor an dem Gipsmodell die Be- und Entlastungspunkte besonders herausgearbeitet werden. Diese Orthesen baut der Orthopädietechniker nach ärztlicher Verordnung.